# 常中天
常中天（1965年9月9日—），出生於台北市，籍貫山西省榆次縣，為家中獨子，是中國大陸著名的常家莊園（常家大院）現今在台灣唯一傳人。父親常勝君（崇寶），為台灣資深報人，前《中國時報》總編輯。母親宣以文，曾任僑選立法委員。

## 學歷
- 台北市私立再興幼稚園
- 再興小學
- 再興中學初中部畢業
- 再興高中一年級時舉家赴美國，定居德州休士頓
- 美國德州約翰·福斯特·杜勒斯高中畢業
- 美國德州農工大學應用數學系畢業
- 美國德州農工大學統計系碩士[2]

## 生平
常中天是台灣知名體育主播，廣播及電視節目主持人及製作人。2002年新黨提名他參選第九屆台北市議會議員，於二選區（內湖、南港）當選；後來他因為未服兵役（他在參選前放棄原有美國國籍，因此要服兵役）而於2004年11月入伍當兵，服役期間雖保留市議員資格，但不可行使議員職權，也不能領取相關費用。

## 資料來源
1. 1 2  . 新頭殼. 2018年1月1日  [2020年2月12日]. （原始内容存档于2018年1月1日）.
2. 1 2  . 台北市議會.   [2020-02-12]. （原始内容存档于2020-02-12）.
3. ↑  . 自由電子報. 2010年2月26日  [2020年2月12日]. （原始内容存档于2020年2月12日）.
4. ↑  . . 法務部. 2007年12月: 221–226  [2020-02-12]. （原始内容存档于2020-02-12）.